# Suhor (Delnice)
Pour les articles homonymes, voir Suhor.
Suhor est une localité de Croatie située dans la municipalité de Delnice, dans le comitat de Primorje-Gorski Kotar. En 2001, la localité ne comptait aucun habitant.

## Démographie
| 1948 | 1953 | 1961 | 1971 | 1981 | 1991 | 2001 |
| ---- | ---- | ---- | ---- | ---- | ---- | ---- |
| 19   | 18   | 16   | 12   | 2    | 0    | 0    |